# 宝永地震

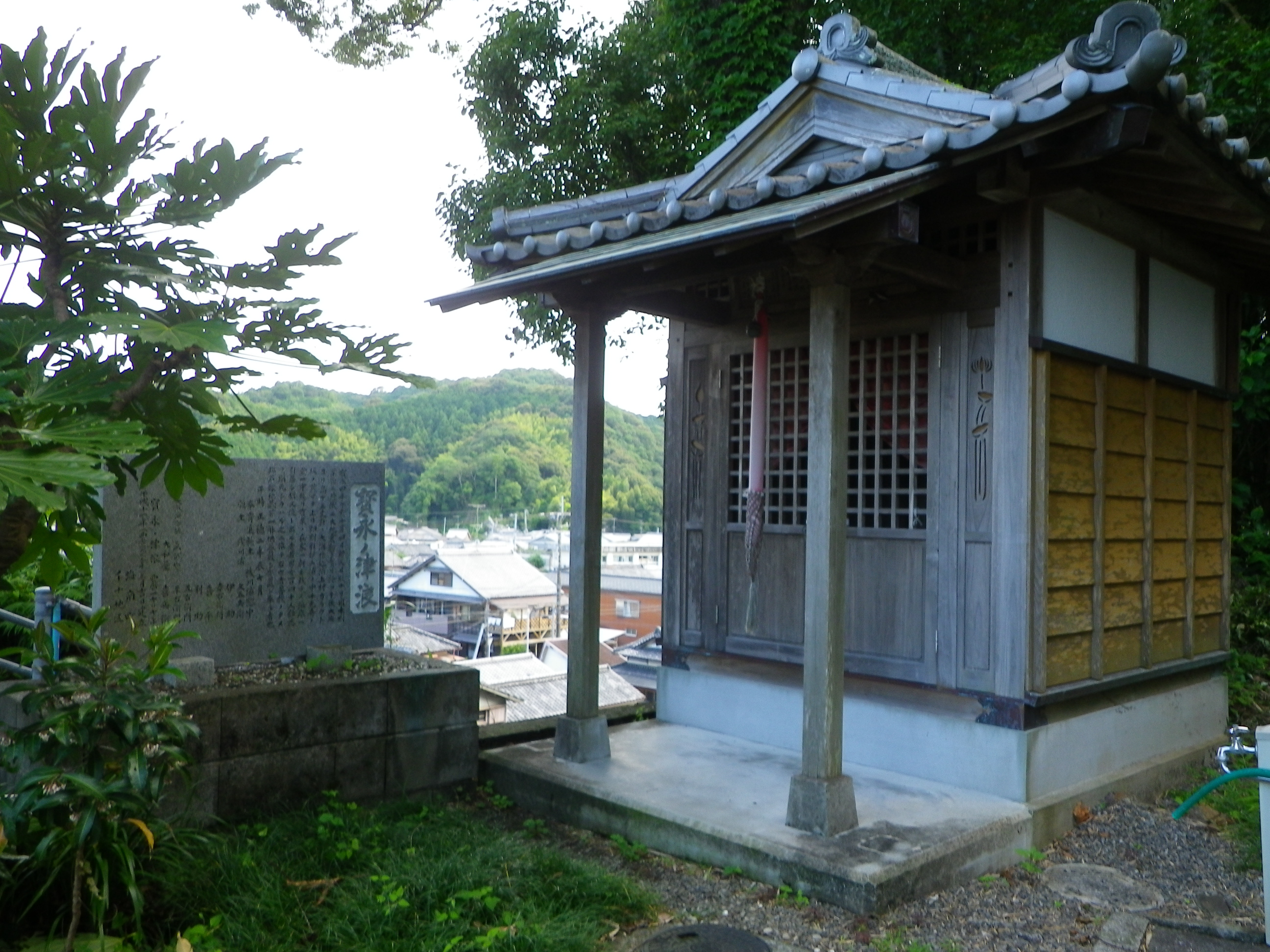
浅川観音堂、宝永津波の犠牲者を供養するために建立された観音堂。徳島県海陽町浅川。

宝永地震（ほうえいじしん）は、江戸時代の宝永4年10月4日（1707年10月28日）、東海道沖から南海道沖（北緯33.2度、東経135.9度 ）を震源域として発生した巨大地震。南海トラフのほぼ全域にわたってプレート間の断層破壊が発生したと推定され、記録に残る日本最大級の地震とされている。宝永の大地震（ほうえいのおおじしん）・宝永大地震（ほうえいおおじしん）・亥の大変（いのたいへん）とも呼ばれる。地震の49日後に起きた富士山の宝永大噴火は亥の砂降り（いのすなふり）と呼ばれる。

## 江戸時代の南海トラフ巨大地震
南海トラフ沿いが震源域と考えられている巨大地震として、江戸時代には宝永地震のほか、嘉永7年（1854年）に連発した安政東海地震および安政南海地震が知られている。また、宝永地震の4年前（1703年）には元号を「宝永」へと改元するに至らしめた相模トラフ巨大地震の一つである元禄地震が発生している。
慶長9年（1605年）の慶長地震もかつては宝永地震のように東海道・南海道に亘り、震源域がほぼ宝永地震に匹敵する津波地震と考えられていた。しかし、これを南海トラフ沿いの巨大地震とするには多くの疑問点があり、南海トラフ沿いの地震ではないとする見解も出されている。実際、慶長地震の震源域が南海トラフ全域に亘るものならば、それは僅か100年余の短期間に超巨大地震を起こすに足るエネルギーが蓄積したということであり、将来の超巨大地震の見積もりも修正を余儀なくされる。仮に慶長地震が伊豆小笠原海溝沿いが震源域ならば、地震動が弱い点、歪み蓄積時間の問題は氷解する。
また、安政地震までの再来間隔147年は従来の定説では、1361年正平地震以降の南海トラフ巨大地震の平均再来間隔117年より長いと考えられてきたが、安政地震については「宝永地震の後始末地震」だった可能性も考えられ、この再来間隔147年は南海トラフ沿いの巨大地震としてはむしろ短い部類になるとの見解もある。本地震について記され現在まで残された古文書は、幕末に発生した安政地震に比して量・質とも遥かに及ばず、しかも安政地震後に当時の人々が過去を振り返って記述したものも少なくなく、地震当時に記録された史料は少ない。

## 地震

### 地震動
宝永四年丁亥十月四日壬午の未上刻（1707年10月28日14時前）、畿内、東海道および南海道諸国は激しい揺れに襲われた。この地震の有感範囲は非常に広大で家屋潰倒の激震範囲は約200里（約790 km）にも及び、蝦夷を除く日本国中、五畿七道に亘って大揺れとなった（『地震類纂』,『外宮子良館日記』など）。
土佐は当日、晩秋でありながら快晴で袷一つで済むような暑い日であったという。『万変記』（『弘列筆記』）には「朝より風少もふかず、一天晴渡りて雲見えず、其暑きこと極暑の如く、未ノ刻ばかり、東南の方おびただしく鳴て、大地ふるひいづ、其ゆりわたる事、天地も一ツに成かとおもはる、大地二三尺に割、水湧出、山崩、人家潰事、将棋倒を見るが如し」とある。
震動時間は土佐国高知（現・高知県高知市）において「半時ばかり大ゆりありて、暫止る」（『万変記』）、土佐国高岡郡の宇佐村（現・土佐市宇佐）では「未の上刻より大地震 同時ノ中刻に静まる」（『今昔大変記』）など、30分から1時間も揺れが継続したような表現が多く見られるが、「又暫くしてゆり出し、やみてはゆる、幾度といふ限なし、凡一時の内六七度ゆり、やまりたる間も、筏に乗たるごとくにて、大地定らず」（『万変記』）といった記録もあり、これは直後の余震活動をも含めた時間を表しているとされるが、現代ほど厳密な時刻を求めない時代にあって感覚に頼る部分が大きく、あるいは大地震による恐怖感が誇張的な表現を生んだとする見方もある。本震の有感であった継続時間として確からしい記録として高岡郡佐川村（現・佐川町甲）において「行程に積らば二百歩を過ぐ可か やや久敷く震動す」（2分余、『宝永地震記』）、あるいは、京都において「地震動は道を七 八町歩くくらいゆれつづいた」（約10分、『基煕公記』）といった記録がある。他に「其間ヲ勘ルニ一時ヲ六ツニシテ、其一ツ程長クユリ」（約20分、志摩『小林家記録』）、「茶四五ふくも給へ申間ゆり」（今治『大浜八幡宮文書』）、「時斗二三歩之間震り」（約24〜36分、大坂『出火洪水大風地震』）、また「未一點より。申前迄大地震。」（約2時間、大坂『鸚鵡籠中記』）という甚だ長い震動時間の記録もある。

### 震源域
激震域や津波襲来の領域が安政東海地震と安政南海地震を併せたものにほぼ相当することから、フィリピン海プレートが沈み込む南海トラフ沿いで東海地震（東南海地震の震源域も含む）および南海地震が連鎖的にほぼ同時に起きた連動型地震と仮定され、中央防災会議が設置した「東南海、南海地震等に関する専門調査会」では東海・東南海・南海地震のモデルとされていた。東海地震と南海地震が時間差で発生した二元地震と考えられたものの、九州から関東における地震の発生時刻の記録からは時間的に分離できないとされている。また、単なる安政タイプの2地震の同時発生では津波の規模などが説明できないとされる。
1854年の安政東海地震とは異なり、震源域は駿河湾奥までは達していなかったと推定されている。一方で地球シミュレータの計算結果により九州における津波や津波湖の遺跡は震源域を足摺岬沖よりさらに西側の日向灘沖まで延長しないと説明できないとする説も浮上し、震源域の長さは600kmよりさらに伸びて、700kmに達するとされる。
このような震源域が広大な超巨大地震は日本において明治以降の近代観測の中では知られていなかったが、2011年（平成23年）に発生した東北地方太平洋沖地震（東日本大震災）は超巨大地震のメカニズムに対し新たな知見を与えるものとなり、また南海トラフにおいても過去に宝永地震と同等またはそれ以上と考えられる過去の複数の地震痕跡が発見された。
小山順二(2013)らは、本地震は南海トラフの海溝軸の方向に沿って複数のセグメントの断層破壊が進展したと推定し、陸側と海溝側の二重の震源域のセグメントに跨って断層破壊した東北地方太平洋沖地震とは発生過程が異なるとした。南海トラフは平常時は地震空白域を形成し、低角のプレートの沈み込み帯であって強いプレート間の固着を示唆しており、このような従来「チリ型」と分類されてきた一重の震源域セグメント帯の沈み込み帯で発生した同タイプの巨大地震としては、1700年カスケード地震、1960年チリ地震および2010年チリ・マウレ地震が挙げられている。
震害は民家よりもむしろ寺社等の大型の構造物に顕著な被害が目立ったことから、長周期地震動がより卓越していたとの指摘もあり、さらに震源域は安政地震より沖合いに仮定され、東端を駿河湾から銭洲方面へ南下させることが提唱されている。

### 規模

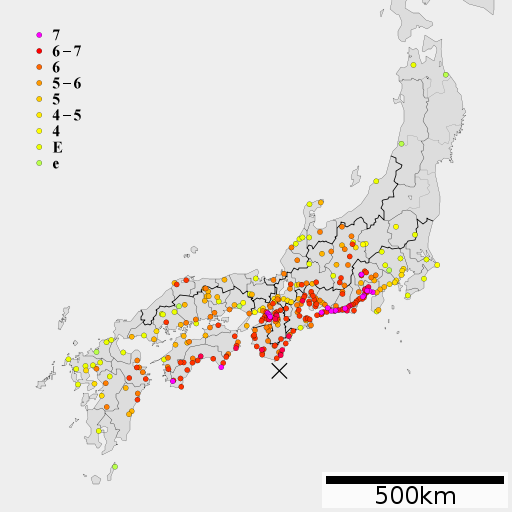
宝永地震の震度分布

マグニチュードの推定値には8.4から9.3まであるが、地震計などの観測網がない時代にあって古文書による各地の記録に基づく推定震度や津波の規模による推定に頼らざるを得ない歴史地震であり、かつ、マグニチュードの飽和が見られる巨大地震であるからその数値は不確定な要素を含む。
河角廣(1951)は規模Mk = 7. を与え、これは M = 8.4に換算されている。しかしMk = 7. の小数点部分は未定である。宇佐美龍夫(1970)はこの河角の規模と気象庁マグニチュードの関係を検討し、昭和地震より規模が大きいことから8.4に近いであろうと推定したが、この当時はモーメントマグニチュードという概念は存在せず、1960年のチリ地震もM 8.5とされていた。その後、マグニチュードは8.6 に変更され宇津徳治(1999)はその根拠を示していないが、安政東海地震M 8.4と安政南海地震M 8.4のエネルギーを足し合せたものと考えられている。
安藤(1975)は3個の断層を仮定したモデル、相田(1981)は羽鳥(1974-81)による推定津波波高から南海トラフ沿いに5個の断層を仮定しモーメントマグニチュードMw8.7と推定しているが、これも安政東海地震と安政南海地震を基に推定したものであり、その安政地震の断層パラメーターも昭和東南海・南海地震を基に推定したものであった。また、安中(2003)も4つの断層を仮定したモデルを提唱し、古村(2011)は安中のモデルを日向灘まで延長した断層モデルを提唱している。
震度5の分布面積を楕円近似してS5 = π×420×330 km2として村松(1969)の式 でマグニチュードを推定するとM 8.8となり、震度6の分布面積ではS6 = π×350×250 km2としてM 8.9が見積もられている。内閣府の「南海トラフの巨大地震モデル検討会」による「南海トラフ沿いの巨大地震による長周期地震動に関する報告」では、Mw8.87の断層モデルが想定されている。
石川有三（産総研）は、古文書の記録から推定した余震域の面積と震度6以上の地域の距離から、宝永地震の規模はそれぞれM 9.1、9.3と算出したと、2011年の日本地震学会で発表した。また、上記の相田(1981)の断層モデルでは済州島に達した津波を説明できず、村松(1969)の式は、宝永地震と比較し得る地震の震度分布のデータが不足していた時代のものであったため特に大規模な地震のマグニチュードは正確に見積もれないとされる。

### 被害
震度6以上と推定される地域は、駿河より西の東海地方沿岸部から、大阪平野、奈良盆地、紀伊半島、四国、九州東部の豊後、日向まで及び、さらに甲斐、信濃など内陸部、出雲杵築地方など日本海側にも一部震度6と推定される地域が分布した。江戸、京都でも震度4- 5と推定されるが被害は比較的軽度であり、京都では東本願寺などで堂が破損し（『松尾家累代日記』）、東寺五重塔の九輪が落下(『大坂大地震津浪之事』)、江戸津軽藩邸は土蔵の壁が破損した（『御日記』）。奈良の東大寺では東南院の塀が裏門より東側が残らず崩れ、東大寺領分の家が349軒の内18軒崩れた（『東大寺年中行事記』）。震度4以上の領域は九州から甲信越地方に及び、陸奥国の八戸（現・青森県八戸市）においても有感であった。さらに『中国地震歴史資料彙編』の記録には浙江帰安（現・湖州市呉興区）において、「地震、水涌」とある。
地震の揺れによる被害は、東海道、伊勢湾沿い、および、紀伊半島で最も顕著であり、袋井宿では建屋が残らず潰れ、白須賀宿も潰れた後津波で流失した。由比宿、久能山、駿府、岡部宿、袋井宿等は幕府への被害報告に「四日昼八つ時同五日朝六つ時両度大地震ニ而…（『楽只堂年録』）」等と記載されているため、翌朝の富士宮の地震との被害の区別が困難である。家屋倒壊は駿河から土佐まで著しく、被害は出雲、越前、信濃など五畿七道に及ぶ。
東海道の被害状況は駿河以西で顕著であった。地震8日後、幕府は目付2人を派遣して東海道筋の宿場町の被害状況を調査させた。また災害復旧については、東海道筋の幕府領にあった宿場町の内、例えば吉原宿から由比宿までの普請修復は松代藩真田家が手伝いを命じられ、幕閣内で地震担当を任ぜられた勘定奉行の荻原重秀が真田家普請奉行本締役人に普請金の概算を内示して普請への取り組みを指示した。工事など普請実務は代官手代の指示を受けた幕府指定の江戸の請負町人の担当であったが、村普請も許容された。これらの宿場町の家作および道筋修復金の合計は金14,931両と銀80匁であった。普請金の負担はすべて真田家であったが、被害を受けた村人らはこれを自覚せず幕府による御救いと見做したのが実態であった（『真田家文書』）。
土佐では『公儀差出』に潰家4866軒とあり、高知、須崎等各地で液状化が発生し、中村では家が三分の二倒壊し、宿毛では火災を生じたが、本地震では火災は少なかった。
地震後、各藩・領主らは城・屋敷・城下町・郷の被害を幕府に報告しており、『楽只堂年録』には城の破損の報告が見られる。
| 街道   | 石垣の孕み・崩れ                                                           | 櫓・塀・門等の破損                                         |
| ------ | -------------------------------------------------------------------------- | ---------------------------------------------------------- |
| 畿内   | 高取城、岸和田城                                                           | 郡山城、淀城、高槻城、尼崎城                               |
| 東海道 | 田中城、横須賀城、岡崎城、吉田城、田原城、安濃津城、鳥羽城、亀山城、上野城 | 甲府城、駿府城、浜松城、刈谷城、名古屋城、犬山城、長島城、 |
| 東山道 | 高遠城、飯田城、岩村城、桑名城、大垣城、彦根城                             | 松代城、松本城、高島城、加納城、膳所城、                   |
| 北陸道 |                                                                            | 小浜城                                                     |
| 山陽道 | 明石城、赤穂城                                                             | 福山城                                                     |
| 南海道 | 高松城、丸亀城、今治城、大洲城、宇和島城                                   | 和歌山城、高知城                                           |
| 西海道 | 府内城、臼杵城、佐伯城、岡城、延岡城                                       | 杵築城、人吉城                                             |

紀伊新宮城天守は東へ傾いたという（『羽鳥徳太郎氏収集文書』）。地震後、各藩は城等の補修の許可を幕府に願い出ており、例えば信濃諏訪藩は11月9日（1707年12月2日）、伊予大洲藩は11月26日（1707年12月19日）に、それぞれ石垣の修理を願い出通りに許可されている（『口上覚』『大洲新谷藩政編年史』）。
尾張藩の奉行、朝日文左衛門重章の日記『鸚鵡籠中記』によれば、書院で夕飯の酒が一回りする頃、東北から鳴響いて震い出した。次第に強くなり鎮まらないので庭へ飛降りると、揺れが倍となり歩くこともできないほど揺れたと云う。さらに、名古屋城三の丸が火事になり、城下では武家屋敷の塀の7-8割が崩れ、地面が裂け、泥が湧き出した様子が書かれている。
大坂城は櫓や門等が破損する程度であったが、大坂城下では西横堀・江戸堀・伏見堀・立売堀・南北堀江・北之新地・心斎橋筋は建屋が残らず潰れた（『大坂地震の控』）。広島では酒屋、醤油屋などで樽中のもの半分を失い、広島城の堀の水が溢れて路上を浸し、石壁も崩壊した（『廣島市史』）。
本地震では各地で山体崩壊、山崩れが顕著であった。安倍川上流では1億2000万m3と推定される大規模な大谷崩が発生し、富士川も白鳥山の山崩れのため堰止湖を形成し3日後に決壊した。讃岐では、五剣山の一角が大音響とともに崩壊したと云う（『隋観録』）。室戸岬付近では佐喜浜川上流で加奈木崩れが発生した。越知（現・越知町）では舞ヶ鼻が崩壊し仁淀川を堰き止め4日間湛水したため「標高61m以下の場所に家を建てるな」と警告する石碑が数ヵ所ある。
| 宿場町（推定震度） | 被害の記録（『谷陵記』）                       |
| --- | ---------------------------------------------- |
| 江戸(4-5) - 品川(4-5) - 川崎(4-5) - 神奈川 - 程ヶ谷 - 戸塚(4-5) - 藤沢(4-5) - 平塚 - 大磯(4-5) - 小田原(5) - 箱根(5) - 三島(5) - 沼津 - 原(7) | 小地震                                         |
| 芳原(7) | 家倒ル、死人ナシ                               |
| 神原(5-6) - 油井(6) | 破損、清見寺膏薬屋、不残潰ル                   |
| 澳津(6) - 江尻(7) - (府中)(6) - (丸子)(5-6) - 岡部(6) - 藤枝(6) - 嶋田(6) - 金谷(6) - 日坂(6-7)                                               | 家大ニ倒ル                                     |
| 懸川(6-7) | 家大ニ潰ル                                     |
| 袋井(7) | 不残潰                                         |
| 見附(6) - 浜松(6-7) - 舞坂(6-7) | 半潰レ                                         |
| 荒井(6-7) - (白須賀)(7) | 津浪打テ、御番所流ル                           |
| 二川(5-6) | 半潰レ                                         |
| 吉田(7) | 吉田城潰ル、町家モ大ニ破損                     |
| 御油(5) - 赤坂(5) - 藤川(5) | 事ナシ                                         |
| 岡崎(5-6) | 小破、橋落ル                                   |
| 池鯉鮒(5-6) | 事ナシ                                         |
| 鳴海(6) - 宮 | 半潰レ、大垣城破損                             |
| 桑名(6) | 事ナシ                                         |
| 四日市(6-7) | 四日市マデ橋ナシ、半潰レ                       |
| 石薬師 - 庄野 - 亀山(5-6) - 関 - 坂下 - 土山(4-5) - 水口(4-5) - 石部(4-5) - 草津 - 大津(5-6)                                                  | 小破                                           |
| 京都(4-5) | 庭中水船水コボル、十分之中五分斗也『基煕公記』 |

| 街道 | 推定震度 |
| --- | --- |
| 畿内 | 京都(4-5), 淀(6), 高槻(5-6), 大坂(6), 堺(6), 野遠(6), 狭山(6), 泉大津(6), 岸和田(6), 布施(7), 久宝寺(7), 弓削(7), 柏原(7), 誉田(6-7), 古市(6), 広瀬(6), 壷井(6-7), 富田林(6-7), 柳生(6), 奈良(6), 郡山(6), 丹波市(6-7), 柳本(6), 今井(6-7), 戒重(6), 曽禰(6), 吉野(5), 寺垣内(6), 尼崎(6), 西宮(4), 兵庫(4) |
| 東海道 | 水戸(S), 銚子(4), 佐原(E), 岩槻(E), 二俣尾(E), 秩父(E), 石和(6), 増穂(6), 河口湖(5-6), 甲府(6), 荊沢(7), 落合(6-7), 白鳥(6-7), 村山(6-7), 大宮(6), 長貫(6), 岩本(7), 清見寺(7), 三保(6), 久能(6), 気賀(5-6), 雄踏(7), 横須賀(6-7), 相月(6), 西尾(6), 田原(6), 赤沢(6), 赤羽根(6), 野田(7), 池尻(6), 常光寺(6), 大野(6), 常滑(6), 犬山(5), 名古屋(6), 長嶋(6), 津(6), 久居(5-6), 松阪(6), 船江(6), 鳥羽(6), 上野(6) |
| 東山道 | 八戸(e), 余目(e), 日光(e), 茂木(E), 軽井沢(4), 追分(4), 芦田(4-5), 中土(5-6), 松代(5-6), 松本(5-6), 諏訪(6), 高遠(5-6), 飯田(6), 福島(e), 妻籠(E), 下條(6), 平湯(5-6), 高山(5), 白鳥(E), 可児(6), 加納(5-6), 大垣(6), 垂井(5), 長浜(6), 彦根(5-6), 膳所(5-6) |
| 北陸道 | 富山(5-6), 福光(E), 輪島(E), 金沢(E), 大聖寺(5-6), 大野(5-6), 敦賀(5-6), 小浜(5-6) |
| 山陰道 | 宮津(E), 柏原(5), 鳥取(E), 松江(6), 出雲(6) |
| 山陽道 | 明石(5-6), 姫路(e), 龍野(5), 赤穂(5-6), 津山(5), 岡山(5-6), 藤戸(5-6), 福山(5-6), 三原(5-6), 下市(5), 広島(6), 加計(E), 柳井(4-5), 秋穂(E) |
| 南海道 | 尾鷲(6-7), 新宮(6-7), 熊野(6), 湯峯(5-6), 勝浦(6), 太地(6-7), 椿(6), 田辺(6-7), 印南(6), 有田(6), 下津(6), 和歌山(5-6), 高野(5-6), 洲本(5), 徳島(5-6), 海南(5-6), 高松(6), 丸亀(5-6), 今治(5), 松山(5), 大洲(5-6), 吉田(5-6), 宇和島(6), 崎浜(6), 室津(7), 安芸(6), 高知(6-7), 佐川(5-6), 須崎(6), 窪川(6), 中村(6-7), 宿毛(6), 宿毛大島(7)                                                                        |
| 西海道 | 若松(E), 福岡(e), 久留米(E), 鹿島(S), 平戸(E), 長崎(E), 嶋原(4-5), 柳川(5-6), 隈府(E), 熊本(5-6), 植柳(4), 人吉(5-6), 木付(5-6), 岡(6), 府内(6), 臼杵(5-6), 佐伯(6), 延岡(5-6), 高鍋(5), 佐土原(5), 薩摩(E) |
| S: 強地震(≧4), E: 大地震(≧4), e: 地震(≦3), 白須賀、宿毛大島など太平洋岸沿いは津波被害と区別困難な場合もある。甲斐、駿河は翌朝の余震被害との区別困難。 | |

### 地殻変動
地震による地殻変動は南東上がりの傾動を示し、津呂、室津など室戸岬付近は7- 8尺（約2.1- 2.4m『万変記』）、串本は約1.6m、御前崎では地盤が約1 - 2m隆起し、「姥が懐」と呼ばれた大須賀の横須賀（現・掛川市）にあった入江の港は陸地となり使用不能となった。また史料から室津湊において宝永地震前に比して52年後の宝暦9年（1759年）の潮位は5尺(1.5m)低いことが判明している。
他方、浜名湖周辺は沈降し北岸の気賀では2尺余（約60cm）沈降、高2654石の水田の内、1700石余の地が浸水し湖の一部となり、49年後の宝暦6年（1756年）に作成された気賀伊目村の村明細帳から村高の約80%が田方海成荒地と記され、依然として沈降した土地が元に戻らず高潮の被害を受けていたことが確認されている。濃尾平野は15-20cm沈降、渥美半島の田原では5-6寸（15-18 cm）の沈降、紀伊の広で5尺（約1.5m）程度の沈降、高知東部では最大7尺（2m強）の沈降により約20km2にわたって浸水し、しばらく船で往来したという。『谷陵記』の記録から宇佐（現・土佐市）、須崎、久礼（現・中土佐町）、以布利（現・土佐清水市）など土佐湾岸西部で2-2.5m程度と沈降が著しかったものと推定されている。
ユーラシアプレートが衝上することによる体積歪によって地下水位が低下し伊勢、大坂、土佐、若松など各地で井戸が枯れ、また道後温泉の出湯は145日間止まり、紀伊国の湯ノ峰、山地、龍神温泉、瀬戸鉛山の湯などといった各地の温泉の出湯が止まるなど、異常が見られた。
このような南東上がりの地殻変動は宝永地震においては規模が大きいものの形式は安政東海・南海地震および昭和東南海・南海地震と同様であり、南海トラフにおいてユーラシアプレートが衝上する低角逆断層のプレート境界型地震であることを示唆している。
ただし、他の地震とは様相が異なる面もあり、昭和南海地震や安政南海地震で隆起した足摺岬は、宝永地震では史料が乏しい面はあるものの『谷陵記』の以布利の海没記録、および『南路志』にある、金剛福寺直下の海中岩石に彫られた弘法大師作の浪切不動が宝永大変以降見えなくなった記録などから沈降、あるいは隆起していないと推定される。また、安政東海地震で隆起した駿河湾西岸の清水・三保付近は宝永地震では沈降し、榛原郡付近は古地図の調査から変化していないと推定されている。

### 前震
21年前の貞享3年8月16日辰刻（五ツ半）（1686年10月3日8-9時頃）、遠江・三河地震 - M 6.5-7 は、宝永地震に先行して発生した内陸地震とされ、広義の前震の可能性があるとされる。また、宝永地震の4年前の元禄16年11月23日（1703年12月31日）には、関東で元禄大地震 - M 8.1-8.2 が発生、富士山の噴火を呼び起こしている。
『鸚鵡籠中記』には、名古屋において前日の10月3日に発光現象と思われる記録、また、前震と思われる地震の記録が9月25、26、28日に見られる。『宮地日記』では、高知において9月3日、13日に地震の記録がみられる。

### 余震

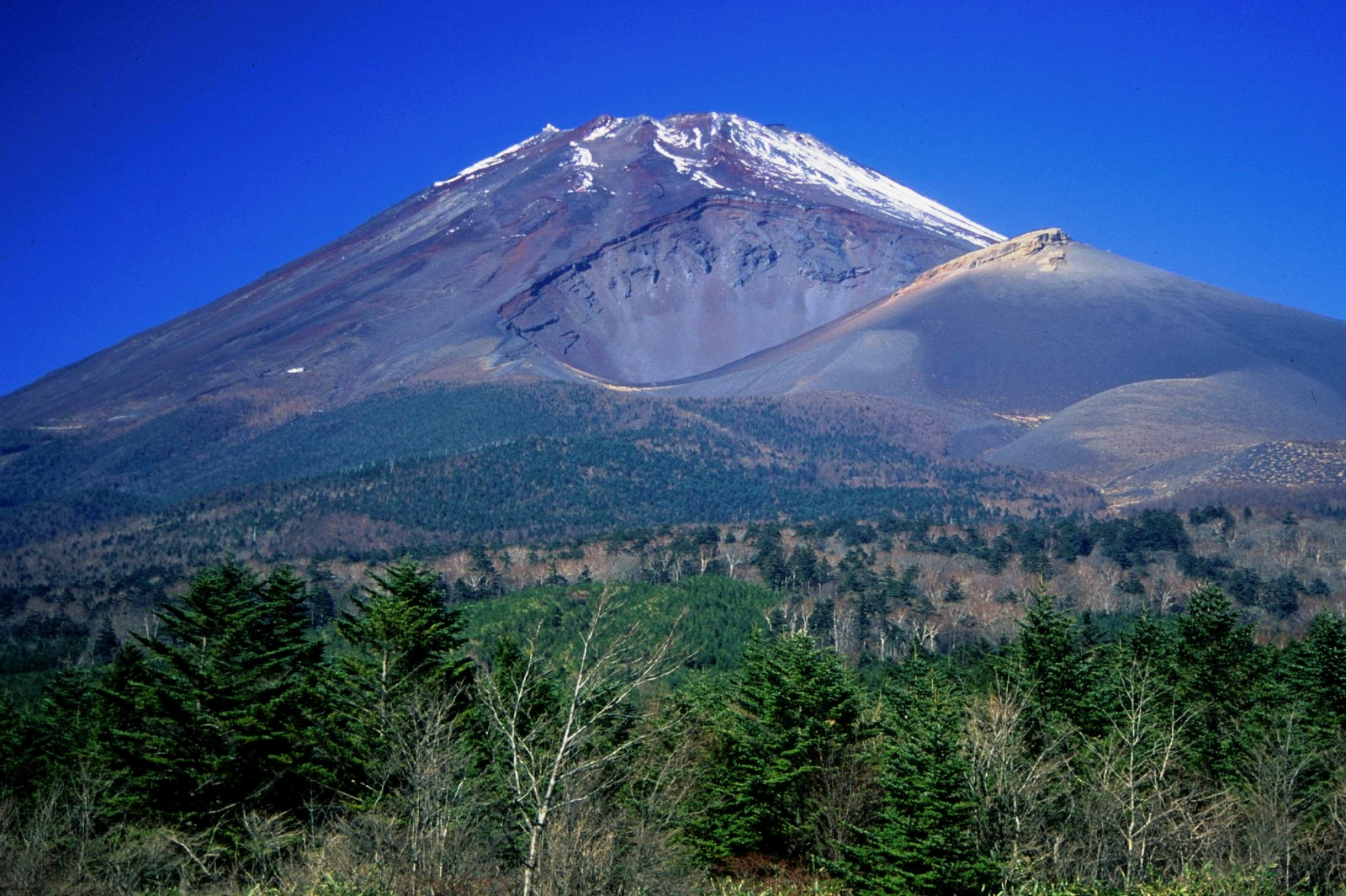
宝永噴火口と宝永山

この本震の約16時間後の翌朝卯刻（6時頃）には富士宮付近を震源とする強い地震（宝永富士宮地震） (M 7.0) があり、江戸（『隆光僧正日記』）、富山（『吉川随筆』）および名古屋（『鸚鵡籠中記』）でも強く揺れ、村山浅間神社の社領で残らず潰家、富士宮や東海道筋などで寺社建造物の倒壊や死者の発生があった。
地震の49日後の11月23日（12月16日）には富士山の側面で大噴火（宝永大噴火）が起こり、江戸では数- 10数cmの火山灰が積もった。この噴火によって富士山には側火山である宝永山が出現した。また、翌年の宝永5年1月22日巳 - 午刻（1708年2月13日10-12時頃）には宝永地震の最大余震と見られる紀伊半島沖を震源とする地震があり、京都（『雑事日記』）、および名古屋（『鸚鵡籠中記』）でも強く揺れ、津波が発生し紀伊では塩田が浸水（『海南郷土史』）、伊勢では山田吹上町、一本木に及び、宮川の堤防が破れた（『神宮文庫本』）。
土佐における余震で顕著な強震を記録したものは以下の通り。
- 宝永4年11月16日（1707年12月9日）、酉中刻（18時）、大地震に次いでの強震。
- 宝永4年11月26日（1707年12月19日）、朝巳の上刻（10時）また大いに地震す、巳時大地震16日に比べ又甚。名古屋、京都でもゆれる。
- 宝永4年12月11日（1708年1月3日）、夜半大震。
- 宝永5年閏1月1日（1708年2月22日）、震甚。
- 宝永5年閏1月2日（1708年2月23日）、辰の上刻（8時）甚震、亥刻震その後大震。名古屋でも地鳴り。
- 宝永5年閏1月27日（1708年3月19日）、辰刻地震。大坂では10月4日以来の大震、名古屋、伊勢、鳥取など広い範囲で強い地震。
- 宝永5年2月25日（1708年4月15日）、夜寅（4時）の刻地震頗る大也。名古屋、京都、大坂でもゆれる。
- 宝永5年8月18日（1708年10月1日）、甚震五度。
- 宝永5年12月1日（1709年1月11日）、夜大地震東南の空数度轟鳴。名古屋でも地鳴り。
- 宝永6年3月11日（1709年4月20日）、卯刻（6時）、地震稍大。
- 宝永6年4月22日（1709年5月31日）、酉の下刻地震頗る大也、亥の刻（22時）又震、先の震より大也。

半年余り経た宝永5年3月頃でも毎日1-2あるいは5-6回の余震が続き、羽根（現・室戸市）では宝永5年8月・9月（1708年10月前後）でも少ない日は1-2回、多い日は6-7回の余震があった。3、4年の間は時々地震有り、『三災録』には「辰巳両年（正徳2、3年、1712年、1713年）も折々小震有り未だ治せず、午年（正徳4年、1714年）も同断、未年（正徳5年、1715年）に至りて治す」とあり、余震は8年後まで続き、享保元年（1716年）には一応収束した。

### 誘発地震
本震に影響を受け、震源域および余震域から離れた地域でも規模の大きな誘発地震が発生している。
- 宝永地震の本震の24日後、宝永4年10月28日卯刻（1707年11月21日6時頃）、長門国佐波郡上徳地村（現在の山口県山口市徳地）で局地的な地震（倒壊家屋289戸、死者3人『毛利十一代史』）。
- 宝永地震の本震の7年後の正徳4年3月15日戌亥刻（1714年4月28日21時頃）、信濃小谷地震。信濃国安曇郡小谷村付近（現在の長野県北安曇郡小谷村域および白馬村域）でM 6 1/4程度の地震。

## 津波

### 波高
本地震は津波による被害が主であり、津波は房総半島、伊豆、八丈島から九州、種子島にわたる太平洋海岸沿いに加えて、伊勢湾、豊後水道、瀬戸内海、および、大阪湾まで入り込んだ。下田では5- 7m、紀伊半島で5- 17m、阿波で5- 9m、土佐で5- 26mと推定され、被害は特に土佐湾沿いで甚大であった。津波は長崎、済州島、および上海にも達し被害をもたらした記録も存在している。清の記録では、『湖州府志』の康熙46年10月4日（1707年10月28日）の条項に「河水暴張。地震。」とある。この津波の波源域は全長600kmにも達し、1952年カムチャツカ津波の600km、1960年チリ津波の800km、1964年アラスカ津波の700kmといった20世紀の世界の巨大津波に劣らない規模であった。
津波は土佐において半時（約1時間?）後の未の下刻（14時過ぎ）から翌日の寅の刻（4時頃）まで11回打ち寄せ、第3波が最も高かったとされる（『谷陵記』）。その後も弱い津波は続き、戌刻（20時頃）に至り漸く鎮まった（『宝永大変記』）。
紀伊半島沿岸、土佐の室戸、種崎や須崎など多くの場所で引き波で始まり、紀伊の広（現・広川町）や御坊（現・御坊市）では襲来する波はゆっくりであったが、引き波は激しく人家は取られ多く流失した（『安政見聞録附図』『薗浄国寺過去帳』）。尾鷲賀田（現・尾鷲市）において、宝永津波は地震が鎮まってから飯を一鍋焚く時間があり、井戸水が枯れ、潮が雀島（約300m沖）まで引いた後襲来したと伝えられ、対し、安政津波は様相が全く異なり早く襲来したといい（『三重県南部災異誌』『大地震津浪記録』）、那智勝浦にもほぼ同様の言伝えがあった（『新田家過去帳』）。
| 地域          | 地域                              | 推定波高・遡上高 | 推定波高・遡上高      | 推定波高・遡上高          | 推定波高・遡上高 | 推定波高・遡上高        | 推定波高・遡上高     |
| 地域          | 地域                              | 古文書の記録 | 今村 (1935-40)        | 間城 (1995)               | 都司 (2007-15)   | 羽鳥 (1977-84)          | その他               |
| ------------- | --------------------------------- | --- | --------------------- | ------------------------- | ---------------- | ----------------------- | -------------------- |
| 陸奥八戸      | 現・青森県八戸市                  | 五日、湊十分一小屋後迄小潮入候由『八戸藩日記』 |                       |                           |                  |                         |                      |
| 下総銚子      | 現・千葉県銚子市                  | 晩七ツ時常之汐より三四尺程充高御座候而『清野与右衛門書状』 |                       |                           |                  | 1-1.2m                  |                      |
| 上総白子      | 現・千葉県白子町                  | 未ノ中刻俄ニ、津浪高クナリ二三十間打掛引カヘシ、四度打掛ヶ次第ニツヨク打カケ二丁、計打上ヶ『一代記付リ津波ノ事』                                                                                             |                       |                           |                  | 1.5m                    |                      |
| 江戸前        | 現・東京湾                        | 海嘯あり『東葛飾郡誌』 |                       |                           |                  | 1m程度                  |                      |
| 相模小田原    | 現・神奈川県小田原市              | 前川の塩田数十町歩は、海嘯に依って奪去せられた『前羽村誌』 |                       |                           |                  | 前川2-3m                |                      |
| 伊豆八丈島    | 現・東京都八丈町                  | 津浪揚ル、当嶋ニテハ多少入ル末吉村塩間ニ浪ヨホドアガル『八丈実記』 |                       |                           |                  | 八丈島3m、 八丈小島5-6m |                      |
| 下田          | 現・静岡県下田市                  | 下田町江津浪打揚ヶ家財流失『下田町古来書上帳之写』 | 岡方4.4m              |                           | 5.1m             | 5-6m                    | 柿崎6.7m             |
| 駿河三保      | 現・静岡県静岡市                  | 津浪上り家ノ前筋之家共打込ゑこハ札ノ辻下迄波上り『村中用事覚』 |                       |                           | 3.0-3.9m         | 5m                      | 4-5m                 |
| 相良          | 現・静岡県牧之原市                | 相良、福岡、波津、壊地接続して一邑の如し。百年前、海嘯三邑殊ひす。西、八形山近きにあり民走って死を免る『蕉園渉筆』                                                                                           |                       |                           | 4.9m             | 6-8?m                   |                      |
| 遠江新居      | 現・静岡県湖西市                  | 御関所潰れ津浪来ること丈計り『関守富永某手記』 | 3.0m                  |                           | 3.0m             | 3m                      | 3-5m                 |
| 白須賀        | 現・静岡県湖西市                  | 一軒も不残、汐見坂茶屋二間残『宝永地震記』 |                       |                           | 9.0m             |                         | 5-6m                 |
| 田原 志摩鳥羽 | 現・愛知県田原市 現・三重県鳥羽市 | 高松村などはへいぜいの波打より五丈高く上り申候てほうべ底き所は少々打越申候、志州鳥羽は波の高八丈程上り申候由『金五郎日記歳代覚書』                                                                           |                       |                           | 鳥羽玉泉寺5.8m   |                         | 高松15m? 鳥羽24m?    |
| 尾張熱田      | 現・愛知県名古屋市                | 熱田海等、甚だ潮甚高く、進退不常、新屋川等迄潮来る『鸚鵡籠中記』 |                       |                           |                  |                         | 2-3m                 |
| 伊勢川越      | 現・三重県川越町                  | 光輪寺も洪水で堂宇が流失した『川越町史』 |                       |                           | 2.4m             |                         |                      |
| 志摩国府      | 現・三重県志摩市                  | 殊に家ハ瀬田橋近所に候得ハ、家に帰り見れハ、家の床より壱尺五六寸潮入『井村家文書』 |                       |                           | 3.5m             | 7-8m                    |                      |
| 伊勢東宮      | 現・三重県南伊勢町                | 津波は東新田まで入った『伝承』 |                       |                           | 8.6m             |                         |                      |
| 贄浦          | 現・三重県南伊勢町                | 浜島ニて浪打きわにて汐高く三丈七尺ほと『西川家記録』 |                       |                           |                  | 7-8m                    | 8-11m                |
| 安楽寺        | 現・三重県紀北町                  | 宮は流れ、寺は軒まで潮がついた『ふるさとの民話と資料』 |                       |                           | 7.3m             |                         |                      |
| 紀伊尾鷲      | 現・三重県尾鷲市                  | 海水が清四郎の後の段まで『宮崎嘉助の覚書』 |                       |                           | 九鬼6.3m         | 尾鷲8-10m、 九鬼5-6m    |                      |
| 賀田          | 現・三重県尾鷲市                  | 浜通りは全部流失し、一一人が溺死『尾鷲市史』 |                       |                           | 10.6m            | 8-9m                    |                      |
| 勝浦          | 現・和歌山県那智勝浦町            | 浜の宮観音堂礎を離る、補陀洛寺海際へ流る『熊野年代記』 |                       |                           |                  | 6-7m                    |                      |
| 古座          | 現・和歌山県串本町                | 津呂の石垣三つ迄満水たるよし『地震洪浪の記』 |                       |                           |                  | 5m                      |                      |
| 串本          | 現・和歌山県串本町                | 錦江山無量寺の堂宇が全部流失の災難に逢い為に串本の旧記一切を流失してしまった『串本のあゆみ』 |                       |                           |                  | 5-6m                    | 17m                  |
| 田辺          | 現・和歌山県田辺市                | 袋町長町も町半分浪入る其深さ三尺四五寸程なり『宝永四年、安政元年震災記』 |                       |                           |                  | 3.5m                    | 6-7m 13m             |
| 広            | 現・和歌山県広川町                | 八幡神社西方石階の第三段目にまで到達『八幡神社言伝』 | 海岸11m、 八幡宮14.3m |                           |                  | 5-6m                    |                      |
| 堺            | 現・大阪府堺市                    | 泉州堺同日未刻地震、申刻海上高潮なり、常々より潮九尺程高し『元禄宝永珍話』 |                       |                           |                  |                         | 2.5m                 |
| 大坂          | 現・大阪府大阪市                  | 安治川・木津川・道頓堀・長堀・立売掘・堀江川筋へ諸廻船一時ニ込来、木津西浜辺江大船込上ケ、道頓堀川筋日本橋ニて船止リ申侯『波速之震事』                                                                       |                       |                           |                  | 2.5-3m                  | 3m 3.6m              |
| 播磨赤穂      | 現・兵庫県赤穂市                  | 即刻高汐ニ而（中略）塩浜土手、此度又押流候由『楽只堂年録』 |                       |                           |                  | 3m                      | 3m                   |
| 備前神崎      | 現・岡山県岡山市                  | 常ノ潮ヨリ高キコト五尺余『改訂邑久郡史』 |                       |                           |                  | 3m                      | 3m                   |
| 備後福山      | 現・広島県福山市                  | 大地震アリテ高潮襲来ス『備後福山藩編年史料』 |                       |                           |                  | 1.5m                    | 1.5m                 |
| 三原          | 現・広島県三原市                  | 町裏塩浜東野村木原村新開之堤割多石垣所々損し申候『顕妙公済美録』 |                       |                           |                  | 2m                      | 2m                   |
| 周防徳山      | 現・山口県周南市                  | 地震、高潮、山崩、岸崩あり『徳山略記』 |                       |                           |                  | 1.5m                    | 1.5m                 |
| 伊予西条      | 現・愛媛県西条市                  | 大地震による津浪のために、この新田は木村家の居宅と共に欠潰した『西条市史』 |                       |                           |                  |                         | 1-2m                 |
| 讃岐丸亀      | 現・香川県丸亀市                  | 汐入堤潰千百拾九間/汐入橋壱ヶ所、石垣土台共ニ崩『楽只堂年録』 |                       |                           |                  | 2m                      | 2m                   |
| 高松          | 現・香川県高松市                  | 潮水高于常六尺堤防尽潰『翁嫗夜話』 |                       |                           |                  | 3m                      | 1.8m                 |
| 阿波牟岐      | 現・徳島県牟岐町                  | 当郷民家十五、六宇、津浪の為流失す、然りと雖も社壇、水際を去る一丈三四尺『杉尾神社津浪記』 |                       |                           |                  | 6m                      | 6-7m                 |
| 浅川          | 現・徳島県海陽町                  | 大海ヨリ高サ三丈計ノ大汐指込『浅川観音堂・地蔵尊台石』 |                       |                           |                  | 6-7m                    | 9m                   |
| 宍喰          | 現・徳島県海陽町                  | 願行寺南の畑へ流れ上り、尤も寺地残り候へ共大に痛、座上へ汐二尺余も上り『宍喰浦舊記』 |                       |                           |                  | 5-6m                    | 5-6m                 |
| 土佐室戸室津  | 現・高知県室戸市                  | 耳崎ヨリ打入ル潮ニ、湊ノ東水尻ト云所ノ家流ル『谷陵記』 | 6.5m                  | 7.5m                      |                  | 5.5m                    | 6-7m                 |
| 奈半利        | 現・高知県奈半利町                | 浜ノ在家亡所、御殿辺ノ家流ル『谷陵記』 |                       | 7-7.5m                    |                  |                         |                      |
| 安芸          | 現・高知県安芸市                  | 半亡所、潮ハ田町十丁程迄『谷陵記』 | 5.6m                  | 安芸7-7.5m 溝ヶ内9-10m    |                  | 5m                      |                      |
| 夜須          | 現・高知県香南市夜須              | 半亡所、横浜知切ノ家ハ悉ク流ル『谷陵記』/夜須の郷三十余町備後の下まで浪先来る『大地震の大変記』 |                       | 西山11-12m 備後14-15m     |                  |                         | 14-15m               |
| 野市          | 現・高知県香南市野市              | 潮ハ芳原境迄、家少シ流ル『谷陵記』 |                       | 12-14m                    |                  |                         |                      |
| 赤岡          | 現・高知県香南市赤岡              | 潮ハ在所残ナシ、流家ハ三ヶ一『谷陵記』 |                       | 9m                        |                  |                         |                      |
| 高知沖        |                                   | 大浪打事都合六七度、其浪の高さ五六丈もあるべきや『万変記』 |                       |                           |                  |                         | 15-18m               |
| 種崎          | 現・高知県高知市                  | 亡所、一草一木残ナシ『谷陵記』 / 初度二度めは強からず、三度目の浪高サ七八丈ばかり『万変記』 / 漸仁井田の五本松にいたりぬ其時綱波又うち寄浜を洗ひ土砂を崩すされとも此所ハ地高くして潮入来らす『柏井氏難行録』 | 23m                   | 11m                       |                  |                         |                      |
| 高知          | 現・高知県高知市                  | 水深きこと、二丈に及びしと云ふ『土佐国史談』 |                       | 5-6m                      |                  | 2m                      |                      |
| 宇佐          | 現・高知県土佐市                  | 亡所、潮ハ橋田ノ奥宇佐坂ノ麓萩谷口迄『谷陵記』 | 萩谷15.7m             | 7-8m 萩谷15.5-16m         |                  | 8m                      | 8-10m                |
| 龍・青龍寺    | 現・高知県土佐市                  | 亡所、青龍寺客殿斗残、蟹ガ池海ニ没ス『谷陵記』/青龍寺本堂石段の手洗場まで押し寄せる |                       |                           | 25m              |                         |                      |
| 須崎          | 現・高知県須崎市                  | 亡所、潮ハ山迄（中略）湊ヨリ湧入ル潮ニ、溺死スル者三百余人、今在家モ亡所『谷陵記』 | 12.6m                 | 9m、 吾井郷13m            | 神田18m          | 5-6m                    |                      |
| 須崎付近      |                                   | 沖の舟より陸へ浪の上るを見積に高さ一町程も逆登と見え、又陸に居て入来る浪の高さを積るに雲へ与えたる様に思ハれさりとや『宝永地震記』                                                                           |                       |                           | 安和22.6m        |                         | 100m位遡る様に見えた |
| 久礼          | 現・高知県中土佐町                | 亡所、潮ハ南ハ逢坂谷迄（中略）北ハ焼坂ノ麓迄『谷陵記』 / 長沢ミドノコエツナミ『熊野神社震災碑』 | 海岸24m、 焼坂25.7m   | 八幡宮9-9.5m、 内陸20-26m |                  | 8.1m                    | 20-22m               |
| 入野          | 現・高知県黒潮町                  | 亡所、潮ハ山迄、此浜ノ松林八幡賀茂ノ両社潮入ト云ヘドモ流レズ『谷陵記』 |                       | 上川口7.5-8.5m 蜷川10-14m | 加持17m          | 8.8m                    |                      |
| 下ノ加江      | 現・高知県土佐清水市              | 亡所、潮ハ苣（チシャ）ノ木迄、浜ヨリ行程一里、故ノ市井ハ海底ニ沈淪シ『谷陵記』 |                       | 13-14m                    | 15m              |                         |                      |
| 大岐          | 現・高知県土佐清水市              | 亡所、潮ハ山迄『谷陵記』 / 念西寺の石段の最下段迄に来ると（口碑） |                       | 15-16m                    | 約15m            | 10m                     |                      |
| 清水          | 現・高知県土佐清水市              | 蓮光寺の石段を上より三段の所に及ぶとも云へり『土佐清水市史』 |                       | 15m                       | 14.6m            | 6.4-13.5?m              |                      |
| 宿毛          | 現・高知県宿毛市                  | 亡所、潮ハ和田ノ奥、或ハ牛ノ瀬川ヲ限ル『谷陵記』 |                       | 5-6m                      |                  |                         |                      |
| 宿毛大島      | 現・高知県宿毛市                  | 当浦ハイタカ神社の石垣踏み段三つ残る『大島庄屋家記』 |                       | 9m                        |                  |                         | 9.8m                 |
| 伊予宇和島    | 現・愛媛県宇和島市                | 枡形辺新町元結木持筒町佐伯町辺夥敷汐床之上へ四五尺所ニより其余も汐上り『伊達家御歴代時記』 |                       |                           |                  | 5m                      | 5.1m                 |
| 豊後杵築      | 現・大分県杵築市                  | 大形浜ニ汐上ヶ申候『杵築町役所日記』 |                       |                           |                  | 1.5-2m                  | 1.5-2m               |
| 豊後佐伯      | 現・大分県佐伯市                  | 養福寺迄も汐差込、（中略）石壇二ツ計り残り申候『宝永四亥年高潮之記録』 |                       |                           |                  | 城下3.5-4m              | 米水津11.5m          |
| 日向土々呂    | 現・宮崎県延岡市                  | 土々呂市振、波にとられ、家跡海に成、深さ壱丈『日向雑記』 |                       |                           |                  | 4-4.5m                  | 3m                   |
| 肥前長崎      | 現・長崎県長崎市                  | 酉刻高潮満ち諸所破損『長崎建立并諸記挙要』 |                       |                           | 3.5m             | 2m                      |                      |
| 大隅種子島    | 現・鹿児島県南種子町              | 庄司浦人家十余流失『南種子町郷土誌』 |                       |                           | 7.9m             | 5-6m                    | 6m                   |

### 被害

#### 東海道
伊豆の下田では家数925軒の内、857軒が津波で流失し、55軒が半潰れとなった。下田では元禄津波の被害も受けているが、この時は492軒の流失であった（『下田年中行事』）。下田市の口碑に「七軒町」は昔津波の時に家が七軒残ったためそう呼ばれるようになったとあり、元禄12年（1699年）の『下田町水帳』にはこの町名は見えず、元禄津波より宝永津波の方が被害が大きいことから、これは宝永津波を指すと考えられている。
浜名湖が太平洋とつながる今切は津波によって1里（約3.9 km）もの大口を開け、遠州灘と湖とを隔てる半島は切り離され島となり、半島にあった新居関・新居宿と共に流失し不通となり、浜名湖北岸を迂回する本坂通が大いに賑わったという。その後、宿場町は移転を余儀なくされ、宝永5年正月（1708年）から工事が始まり、3月から4月に移転が完了した。この結果、新居-舞阪間の渡船路は一里半（約5.9 km）となった。白須賀も残らず震潰れた後津波で流失したため、地震以後白須賀宿は汐見坂を登った高台へ移転し、元の宿場町は元町と呼ばれるようになった（『白須賀町誌』）。

#### 紀伊半島
『尾鷲組大庄屋文書』の記録では尾鷲で地震の1時間後に高さ1丈9尺（地上5.7m、海面上8-10m）の津波が押し寄せ、1000人が流死した。賀田湾（現・尾鷲市）では海水の固有震動によって、湾の奥に位置する賀田で最も波高が高くなり、浜通りの家屋は全て流失した（『亥ノ十月四日浪流家小物引分帳』）。賀田では1854年安政東海地震や、1944年東南海地震でも湾内で最も高い津波に襲われた。熊野浦々では錦浦（現・大紀町）から大泊（現・熊野市）まで家が悉く流失するなど特に酷く、『居家日記』には、紀州熊野浦53里（約210 km）、海辺108郷が川原（亡所）になったとある。
南部（現・みなべ町）では、沖の鹿島の御山を5〜6重にもなる波が来る中に白く円い光を発して大小二つに割れ、大は東へ行き、小は南部に打寄せたが被害は無かったという（『重賢記』）。印南（現・印南町）では、津波による犠牲者が300人にも及び、印定寺に所蔵される合同位牌には162人の戒名が刻まれ、「山の如く凹凸として打寄せ、家財即時に流れ皆悉く漂溺す」と津波襲来の様子が記されている。広村（現・広川町）では、津波で地形が一変して850軒の家屋が流失し犠牲者192人、湯浅（現・湯浅町）では流失・損壊が563軒であり犠牲者41人、広・湯浅は一帯が海へと変じた。

#### 大坂
大坂では地震の約2時間後に津波が到達し、安治川や木津川の河口から市街地へ侵入した。河口に碇泊されていた船が上流へ押し流されながら橋に衝突し橋の破壊は道頓堀川で顕著であり、家財道具を積み船で避難しようとした人々や橋に居た人々が投出され溺死した。この津波による溺死者は7000人余（『波速之震事』）、あるいは合計の犠牲者12000人（『寳永度大坂大地震之記』）、地震潰家凡630軒余、竈数凡10620軒余、死人15620人（『月堂見聞集』）とする記録がある。ただし、『摂陽奇観』では大坂三郷の天満組において潰家993軒、死人540人と記録されており、大坂三郷全体ではその5倍程度とするのが妥当とする説もある。また、被害報告数は調査時点で大きく変わり、幕府の被害報告書の写しと推定される尾張藩士の堀貞儀が記録した『朝林』には圧死者5,351人、溺死者16,371人とあり、少なくとも大坂における犠牲者は21,000人を下らないとされる。

#### 土佐

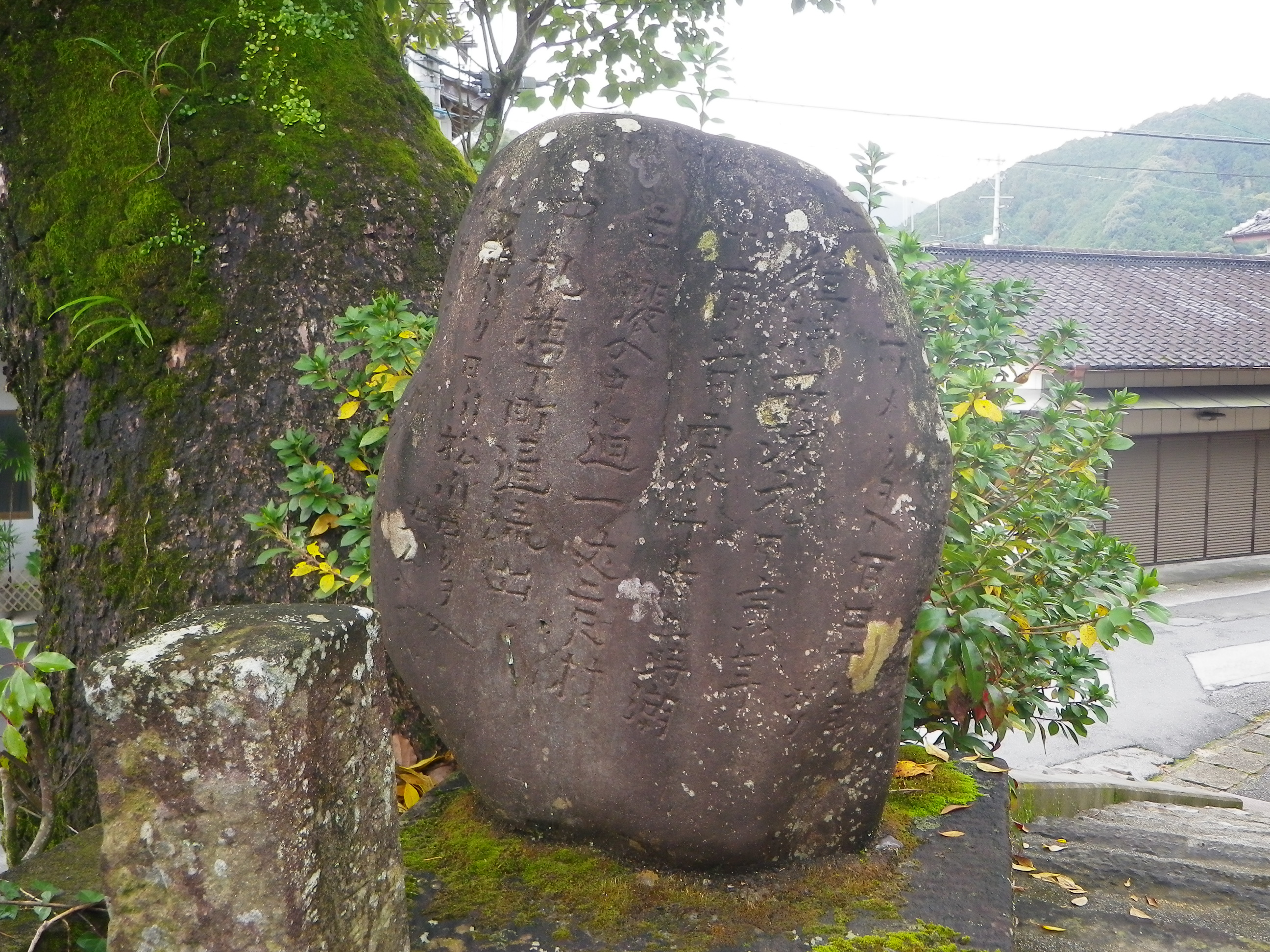
熊野神社震災碑 中土佐町久礼

土佐国の浦戸湾に面した種崎村 では波高7-8丈（23m）に達し 草木一本も残らず約700人が溺死した。今村明恒も指摘するように種崎は太平洋に面した砂州で波高の増大には不利な地形であり、この『万変記』による波高は必ずしも種崎を指すのではなく、筆者沢田弘列が耳にした中で波高が土佐最大の津波であったとの見方もある。当時種﨑に住居していた土佐藩士柏井貞明が少年時代の記憶を元に記した『柏井氏難行録』には、家族連れで避難中に煤けた黒い津波に飲まれ母と妹を失いながらも命からがら逃げ延びた様子が生々しく描かれている。
地盤沈下した高知城下周辺は浦戸湾から侵入した津波によって一帯が海となり、久万、泰泉寺、薊野、一宮、布師田、介良、大津の山の根まで浸水した。『谷陵記』には「堅固ニ設タル家ハ、地震ニ倒レ、或ハ破損、御城ハ全シ、潮ハ町ハ真如寺橋ヨリ北見通シ限リ、江ノ口堀筋ハ常通寺橋ヨリ、潮江川ハ常通寺島限リ、新町下知ハ海ニナル」との記録もある。
『南路志』の記録では須崎（現・須崎市）において新荘川筋は下郷村の天神宮より上方4 - 5町（海岸より約4.5km）、桜川筋では吾井郷村（あいのごうむら）の為貞（海岸より約2.5 km）まで潮が入ったという。須崎では約400人溺死し糺池に遺体が流れ込み、内陸の神田村では遡上高18mと推定され諏訪神社が流された。須崎八幡宮の神輿が流出し、4日後に伊豆下田で拾い上げられて新八幡宮として祭られ、その後伊豆では豊漁続きとなったが須崎から返還の要望があり返されることとなった（『南路志』）。
久礼（現・中土佐町）では津波が大坂谷、焼坂、長沢まで押し寄せ、焼坂麓の標高25.7mの地点まで遡上し、久礼八幡宮が流失し死者は約200人に上った。『谷陵記』など古文書には、土佐の海岸各地で集落が全滅したことを示す「亡所」とか「潮は山まで」という記録が随所に見られる。この「亡所」は特に土佐の西側で多く現れ、香我美郡手結（現・香南市）から幡多郡榊（現・宿毛市）までが特に著しい。
土佐藩は、10月26日（1707年11月19日）に領内における被害状況を幕府に報告し、『公儀差出』には流家11170軒、損田45170石余、死人1844人とあり、『丁亥変記』には藩主松平土佐守は1年間参勤交代を免ぜられたことが記される。この外、松平和泉守（鳥羽藩）、伊達遠江守（宇和島藩）、松平遠江守（掛川藩）、内藤紀伊守（田中藩）、三宅備前守（田原藩）も同様に参勤交代を免除されている（『小田原大久寺 元禄・宝永地震』）。

#### 豊後水道・瀬戸内海
宇和島では本町、裏町、新町、弓町、糀崎まで大潮が入り、吉田浦では民家50軒が流失した（『谷陵記』）。
豊後臼杵（現・臼杵市）では津波が臼杵城三の丸侍屋敷まで押し寄せた。また、内陸約5kmの臼杵石仏付近の南津留や末広革道辺りまで潮が溢れたという記録もある（『温故年表』）。豊後佐伯では、大手前に高さ5尺（約1.5m）の津波が押し寄せ、潮の差込は昼夜7度に及び、「城内でも遠慮は要らぬ」と、町人らを佐伯城に避難させた（『元禄宝永正徳享保日記』）。「村の古文書」によれば米水津（現・佐伯市）では養福寺の石段2段を残して浸水しその標高は11.5mに及び、色利浦では10m、宮野浦では5.7mに及んだという。
地盤沈下・液状化に加え、地震動・津波による堤の決壊で瀬戸内海沿岸の播州赤穂や小豆島などでは塩田が破壊され、遠江宇布見、尾張刈谷、伊勢山田・二見、紀伊新宮、備前岡山児島湾、伊予西条など各地で新田を中心に田畑に潮が入り破壊された。室町時代から始まり、江戸時代に入って加速した新田開発件数は宝永地震以降激減し、開発の在り方に転換を余儀なくされた。

### 被害の全容
地震および津波によって、合計で少なくとも死者2万人、田畑の損壊30万石を下らず、船の流出および損壊3000とされる。『竹橋余筆』および『楽只堂年録』に纏められた各藩の損害の幕府への報告数など、確かな数字の合計では死者5000人余とされ、流失家約1.8万、潰家約5.9万、半潰・破損約4.3万、蔵被害約2千、船の流出および損壊約3900、および田畑の損壊約14万石および約1.6万町歩となる。その数字は幕府への報告時点では正しいとされるものの実際の総計は数十%多いと考えられる。また大坂の文献次第で全体の死者数は大きく変るなど被害は全体としてつかみにくい。

### 地震痕跡
宝永地震や過去の南海トラフ巨大地震の津波堆積物や隆起痕など、地震の痕跡が東海地方から九州までの海岸沿いに見出されており、その間隔は300-400年程度で特に大規模な地震のみが痕跡を残したと考えられている。
- 静岡県掛川市、横須賀湊跡 : 隆起痕[78]
- 浜名湖 : 津波堆積物[65]
- 静岡県湖西市、長谷元屋敷遺跡 : 層厚50cm - 1mに及ぶ津波堆積物[172]
- 三重県鳥羽市相差 : 津波堆積物[173]
- 三重県紀伊長島町 : 津波痕跡[174]
- 潮岬、出雲崎および荒船崎 : 生物遺骸群集の調査、隆起による離水の痕跡[175]
- 橋杭岩 : 津波の高い流速による巨岩の移動、宝永地震および1361年の正平地震によると見られる痕跡有り[176][177]
- 大阪府東大阪市、池島・福万寺遺跡 : 18世紀前半の砂脈[65]
- 徳島県美波町、田井ノ浜の池 : 津波堆積物[33]
- 室戸岬 : 18世紀前半の海岸段丘[29]
- 高知県土佐市、蟹ヶ池 : 50cmに及ぶ津波堆積物、さらにこれを上回る紀元頃の津波堆積物もあり[33]。
- 大分県大分市長浜町、大友氏遺跡：2014年11月に噴砂痕跡が発見されており、この地震又は1596年（文禄5年。後に慶長に改元）に起きた慶長豊後地震に伴う液状化の痕跡ではないかと推定されている[178]。
- 大分県佐伯市、間越龍神池 : 津波堆積物[179]

### 災害記念碑
被災地各地には宝永津波の被害・教訓などを刻んだ災害記念碑が見られ、安政津波などと共に記されたものも少なくない。
- 宝永大地震供養碑 : 静岡県富士宮市芝川町 - 崩壊した白鳥山に向って建てられている。
- 常福寺津波流失塔 : 三重県鳥羽市国崎町 - 明応津波後の高所移転で被害を最小限に抑えた。
- 地蔵菩薩立像 : 三重県南伊勢町河内 - 標高38mの地点に建つ[182]。
- 瑠璃光山養海院 庚申碑 : 三重県紀伊長島町
- 最明寺 大乗経碑 : 三重県南伊勢町贄浦
- 仏光寺 津波流死塔 : 三重県紀伊長島町
- 三界萬霊 : 三重県南伊勢町古和浦 - 陸地に三丈余（9m以上）の津波が揚り、民家が残らず流失した。
- 経塚 三界萬霊 : 三重県尾鷲市北浦町馬越 - 2007年に300周年の法要が執り行われた。
- 正念元心居士の墓碑 : 和歌山県すさみ町周参見
- 宝篋印塔 : 和歌山県すさみ町周参見
- 富田権現日神社・津波警告板 : 和歌山県白浜町
- 宝永津波の碑 : 和歌山県田辺市新庄町
- 高波溺死霊魂之墓碑文 : 和歌山県印南町
- 印定寺合同位牌 : 和歌山県印南町
- 大地震両川口津浪記 : 大阪府大阪市浪速区大正橋の石碑 - 安政津波では148年前（数え年）の宝永津波の教訓が生かされなかった。
- 浅川観音堂 : 徳島県海陽町浅川 - 津波の犠牲者を供養。
- 鞆浦大岩慶長宝永津波碑 : 徳島県海陽町鞆浦 - 慶長津波と共に記述。
- 津波地蔵 : 高知県高知市仁井田 - 津波遡上地点。
- 宝永地震による天然ダムの災害碑、柴尾の一本杉 : 高知県越知町 - 山体崩壊で天然ダムが形成され浸水。
- 萩谷名号碑 : 高知県土佐市宇佐町 - 安政津波と共に記述。
- 宝永津浪溺死之塚 : 高知県須崎市 - 池に遺体が筏を組むが如く流れ込んだ津波被害の惨禍を記述。
- 熊野神社震災碑 : 高知県中土佐町 - 白鳳津波・安政津波と共に記述。
- 入野加茂神社震災碑 : 高知県黒潮町大方入野 - 安政津波と共に148年前（数え年）の宝永津波を記述。
- 池家墓碑 : 高知県土佐清水市中浜峠 - 安政津波と共に記述。
- 潮位碑 : 高知県宿毛市大島鷣（ハイタカ）神社 - 石段の39段目まで浸水。村がすべて流失。

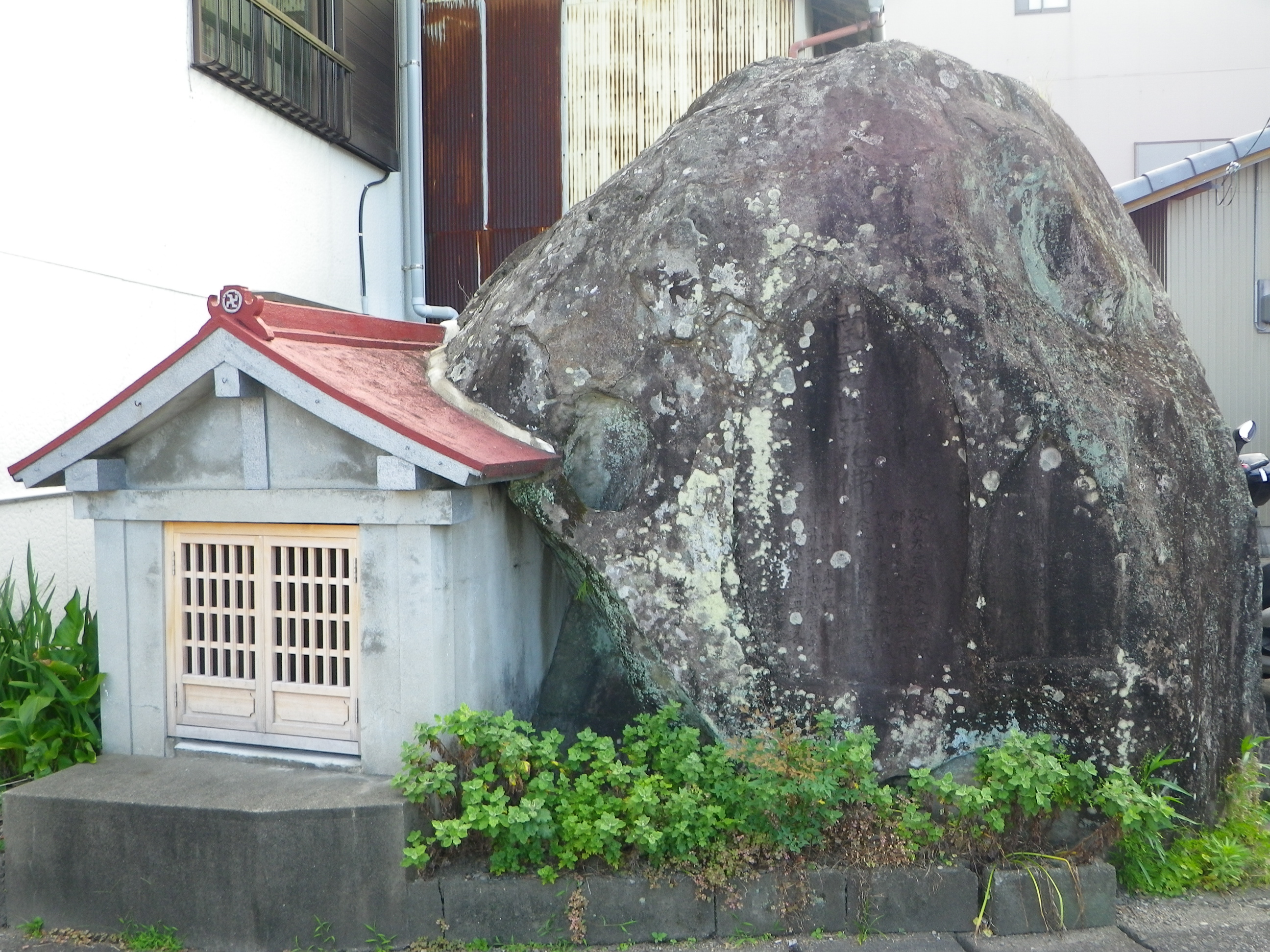
大岩慶長宝永碑
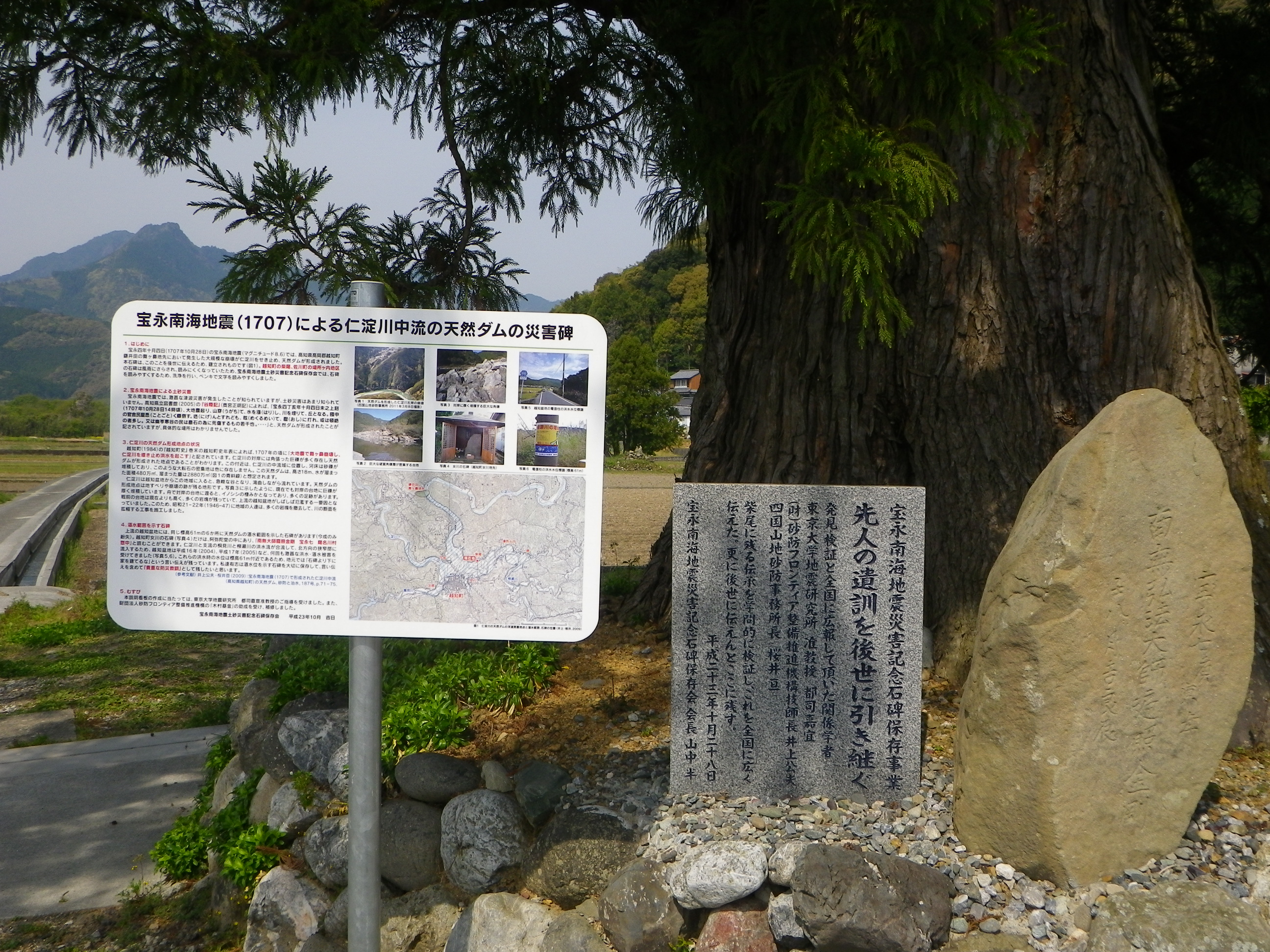
天然ダムの災害碑
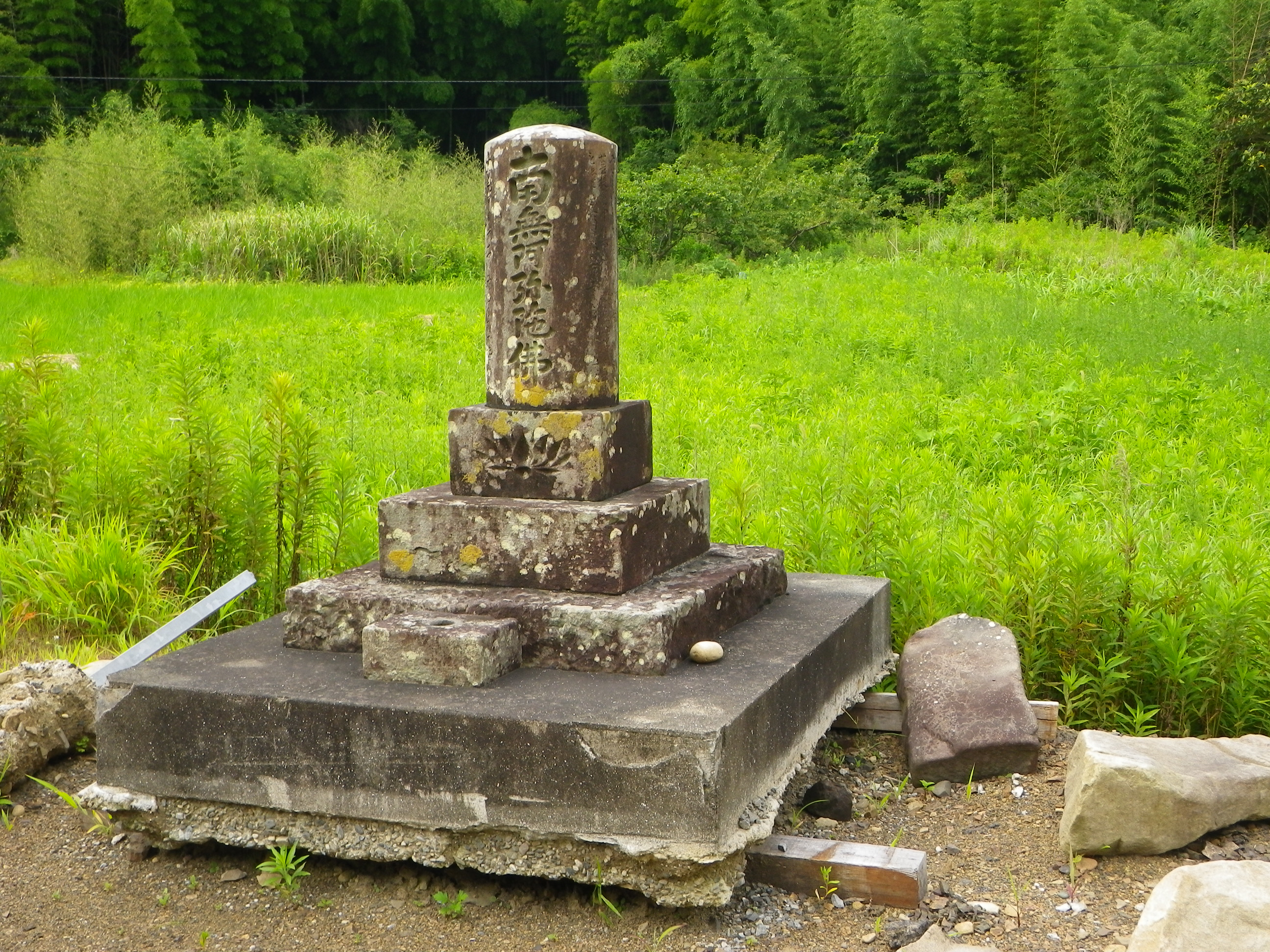
萩谷名号碑
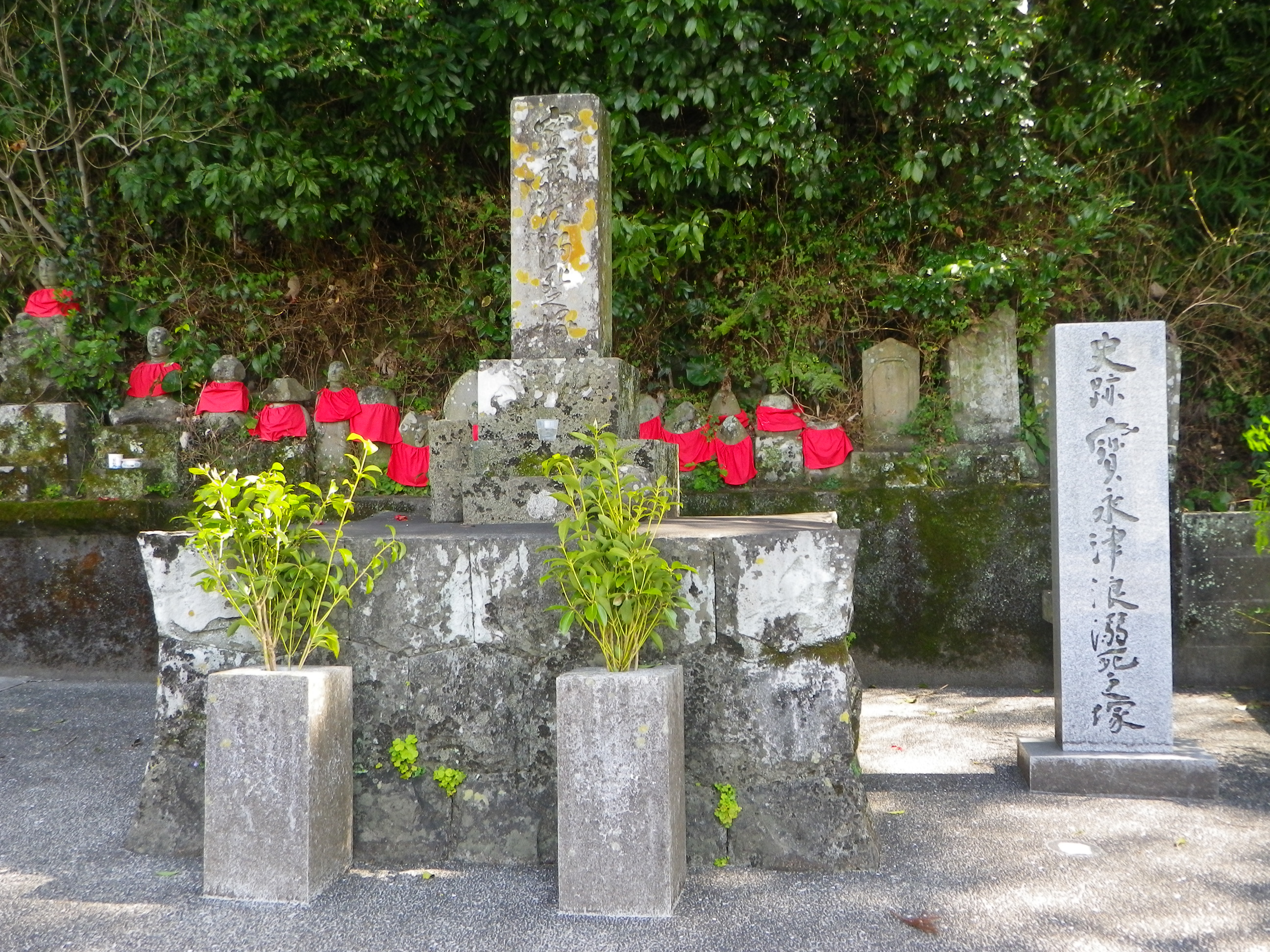
宝永津浪溺死之塚
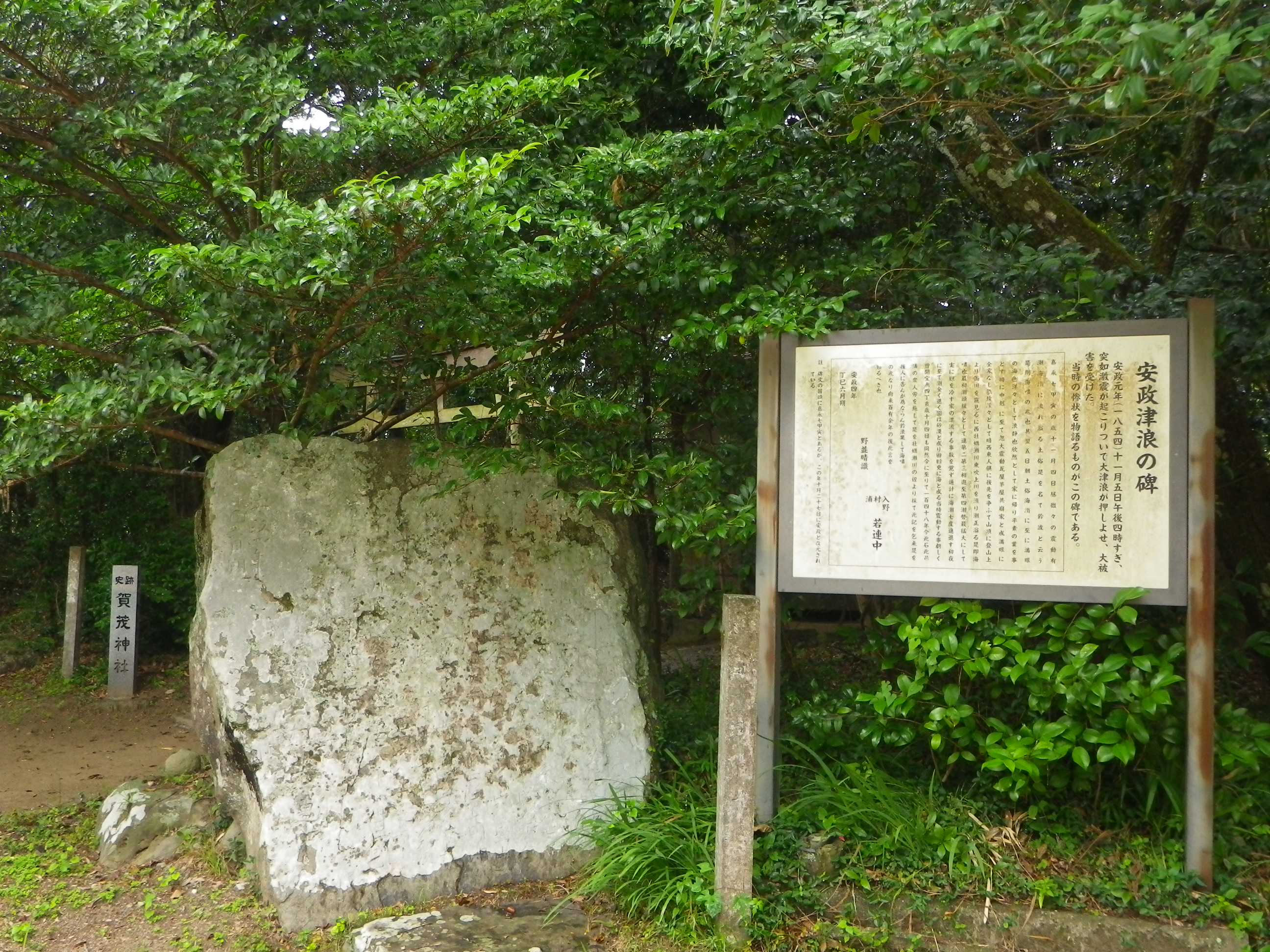
入野加茂神社震災碑
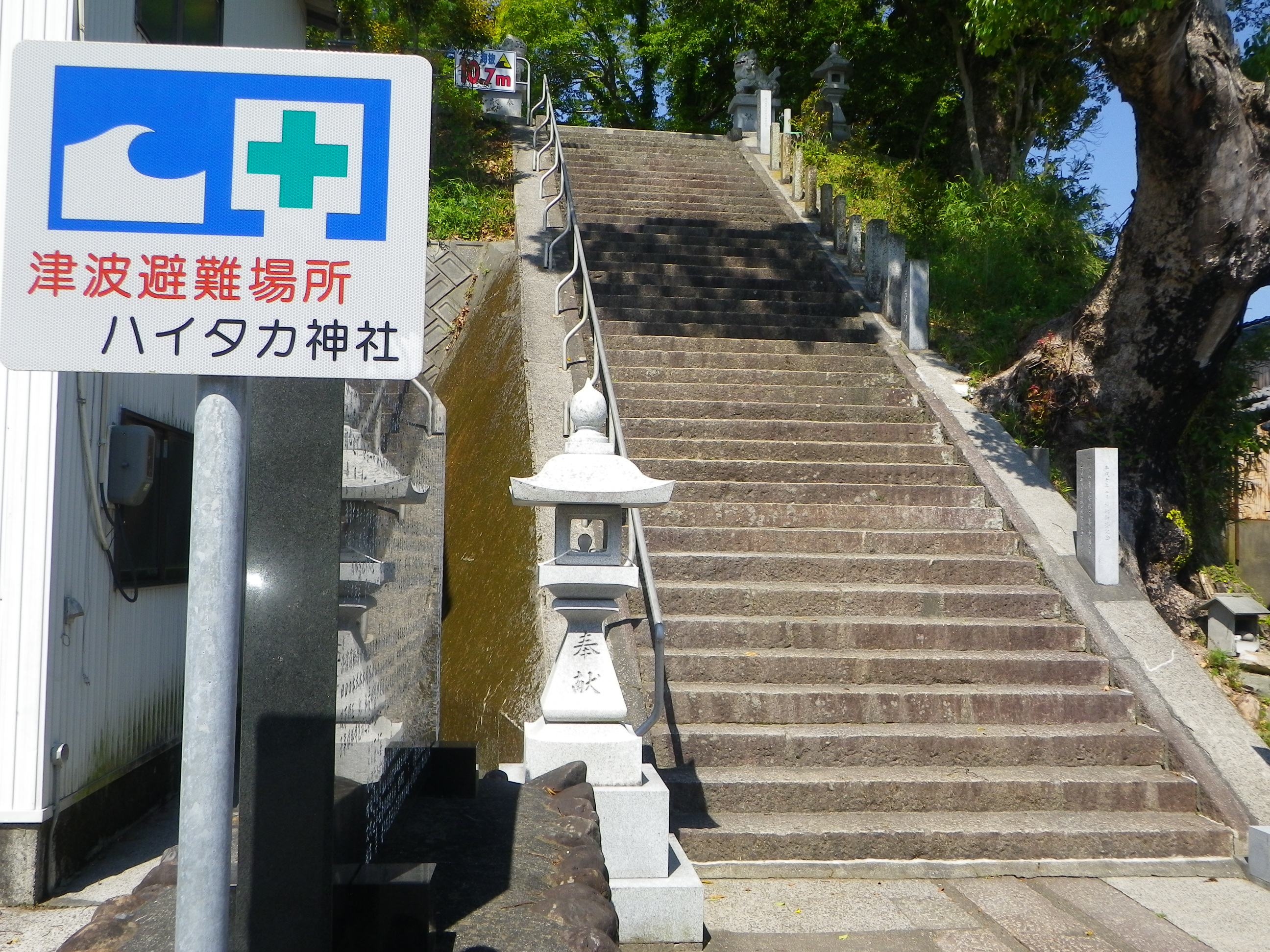
鷣神社石段・潮位碑

## 経済への影響
この地震による『両替年代記』の記録は「十月十四日〔ママ〕 東海道大地震。大地破れ、海洪波。同十一月四日〔ママ〕、富士麓素走口より山焼け出、白日如夜、砂降こと雨の如し。」とある。
『三貨図彙』では「十月四日五畿内ヲ始メ、東海道・南海道ノ国々大地震アリ、別シテ五畿内ハ強シ、十一月廿三日富士須走口ヨリ焼イデ震動雷ノ如ク、土砂大雨ノ如ク降リ、近国大ニ痛ム、コレニ依テ米価高直ナリ」とある。この年の8月19日（1707年9月14日）には西日本を暴風雨が襲い、米も例年の6-7分の不作であり、宝永4年の相場は肥後米は一石に付き宝永銀120- 150目、慶長銀73- 93匁と前年の2倍程度に騰貴した。また、「此節桜・桃・山吹花満開シ、竹ノコ盛ンニ出、日々地震、十一月〔ママ〕四日大阪津浪シ、近国・京都大イニ地震ス」とあり、この時期の異常気象を示唆する記述もある。
10月13日（1707年11月6日）には幕府が藩札停止令を出し、発行元に50日以内に正貨と交換するよう命じたため、震災も重なり阿波藩、安芸藩を始め各藩では資金調達に困難を生じたため財政が極度の窮乏に陥り、借銀の累増となった。
江戸幕府は諸国大地震に付き諸色の高騰を防止するため、10月27日（1707年11月20日）に買い溜め禁止の触書を出した。
また、富士山の噴火による灰金（火山灰の除去費用）として翌年閏正月7日（1708年2月28日）に「諸国高役金令」を公布、江戸幕府は各大名、旗本らに石高100石に付き2両を差し出させることとした。その結果、幕府には40万両が集まった（『折たく柴の記』）。『蠧余一得』では宝永5年中に金48万8770両余、銀1貫870目余が集まり、被災地救済には6万2500両余が支出されたとしている。
宝永6年2月3日（1709年3月13日）、勘定奉行の荻原重秀は新たに将軍に就任する運びとなった徳川家宣に対し、幕府の財政の窮乏を訴え、御領（直轄領）より得られる収入は76- 77万両であるが、諸士の給料として30万両が消え、前年の歳出は140万両に達し、加えて皇居営造費として70- 80万両が要るから約170- 180万両の歳入不足となるとした。この急場を凌ぐためには金銀を改鋳し、出目を稼ぐ外にないと訴えた。
これに対して新井白石は、「去年の御物成を以て今年の用に充てることを重秀が知る処かはさておき、御聴を驚かして、その思うところを遂ぐべきため也」と改鋳に反対し、「悪質なものを出せば天譴 をうけて天災地変を生ずるおそれがある」として改鋳の議は中止となった。しかし、翌宝永7年3月6日（1710年4月4日）以降、質を落とした永字銀などが将軍の決裁を得ることなく内密に発行された。大地震など相次ぐ天災の対策費として幕府が改鋳による出目を必要としていたのは事実であったが、立続けの改鋳による低品位の銀貨が多量に発行され、物価が数倍にも騰貴した。これにより元禄文化は終止符を打つことになった。また、徳川綱吉の頃までの将軍による親政から荻原重秀らの幕閣政治へと変貌する時代の転機でもあった。
地震・津波によって甚大な被害を受け、その復旧費用の出費を強いられた紀州藩では藩主の徳川吉宗が質素倹約を徹底した藩政改革を行い、その後将軍に就任した吉宗による幕府財政を立て直すための享保の改革へとつながった。
南海トラフ巨大地震はおおよそ100年から200年周期で繰り返されており、次回起こると予想される地震とそれによる津波への対策が求められる。